# 守谷市立松前台小学校
守谷市立松前台小学校（もりやしりつ まつまえだいしょうがっこう）は、茨城県守谷市松前台二丁目に所在する市立小学校。設置前の仮称は｢北守谷第二小学校｣。

## 沿革
- 1988年（昭和63年）4月1日 - 守谷町立御所ケ丘小学校より守谷町立松前台小学校として分離開校。
- 1995年（平成7年）4月1日 - 学区内の人口増加の為、大井沢小学校を当校から分離。
- 2002年（平成14年）2月2日 - 市制施行により、守谷市立松前台小学校に改称。

## 教育目標
『自らの力を拓き，心豊かにたくましく生きる児童の育成』

## 学区
- 守谷市
  - 松前台一丁目～七丁目
  - 大山新田

当地域は新興住宅地常総ニュータウン北守谷の松前台地区に位置し、児童の大多数が同地区内に居住している。当小学校を卒業し、市立中学校に進学する場合は進学先は御所ケ丘中学校となる。

## 交通
バスでアクセスする場合、3つのルートの路線バスでアクセスすることができる。また、ルートによって最寄となる停留所が違っている。
- 関東鉄道バス・「松前台四丁目」下車徒歩2分（新守谷駅～守谷駅）
- 関東鉄道バス・「研修センター前」下車徒歩5分（北守谷シャトル）
- 関東鉄道バス・「素住台歩道橋」下車徒歩6分（小絹駅行・自然博物館方面バス）